# Бубновський Сергій Михайлович
Сергій Михайлович Бубновський (нар. 31 травня 1955, Сургут) — російський медик, доктор медичних наук (2007), професор, засновник цілого напрямку сучасної кінезітерапії, автор понад 50 наукових статей та 10 патентів.

## Основна діяльність
Основні сфери діяльності — спортивна медицина й реабілітація. Впровадив у клінічну практику методи й підходи спортивної медицини, зокрема, з так званого «спорту високих досягнень».
Переживши автокатастрофу в юні роки та прийшовши з армії глибоким інвалідом, Сергій Бубновський закінчив медінститут, став лікарем і, в результаті багаторічної роботи, розробив методику, котру передусім випробував на собі. Після досягнення позитивних результатів, методика стала застосовуватися для реабілітації після травм і операцій на хребті й суглобах, для лікування остеохондрозу, артрозів та інших захворювань опорно-рухового апарату.

## Розробки й дослідження
Створив і запатентував авторську методику лікування опорно-рухового апарату за допомогою силових тренажерів.
Автор науково-популярних книг, присвячених захворюванням опорно-рухового апарату й сучасним методам їх безмедикаментозного лікування.
Працюючи лікарем на ралі «Париж-Дакар» починаючи з 2004 (команда «КАМАЗ-Мастер», РФ), розробив методику безопераційного лікування компресійних переломів у пілотів ралі.
Згодом розробив методику фізичної реабілітації хворих після компресійних переломів хребта I–III ст., а також перед- і післяопераційної реабілітації при ендопротезування великих суглобів за допомогою фізичних вправ.
В Україні центри Бубновського працюють у Києві (6 центрів), Львові, Миколаєві, Запоріжжі, Івано-Франківську, тимчасово закриті у Бучі та Харкові.